# رود بوپی
رود بوپی رودی است که به رود آلتو بنی می‌ریزد. این رود از کشور بولیوی می‌گذرد.